# Xã Alton, Quận Brookings, South Dakota
Xã Alton (tiếng Anh: Alton Township) là một xã thuộc quận Brookings, tiểu bang Nam Dakota, Hoa Kỳ. Năm 2010, dân số của xã này là 228 người.